# Faith/Void split
The Faith / Void split – split zespołów The Faith i Void wydany w 1982 roku przez firmę Dischord Records.

## Lista utworów
1. The Faith: – It's time
2. The Faith: – Face to Face
3. The Faith: – Trapped
4. The Faith: – In Control
5. The Faith: – Another Victim
6. The Faith: – What's Wrong with Me
7. The Faith: – What You Think?
8. The Faith: – Confusion
9. The Faith: – You're X'd
10. The Faith: – Nightmare
11. The Faith: – Don't Tell Me
12. The Faith: – In the Black
13. Void – Who Are You?
14. Void – Time to Die
15. Void – Condensed Flesh
16. Void – Ignorant People
17. Void – Change Places
18. Void – Ask Them Why
19. Void – Organized Sports
20. Void – My Rules
21. Void – Self Defense
22. Void – War Hero
23. Void – Think
24. Void – Explode